# Apelsäckmal
Apelsäckmal (Coleophora spinella) är en fjärilsart som först beskrevs av Franz Paula von Schrank 1802.  Apelsäckmal ingår i släktet Coleophora, och familjen säckmalar. Arten är reproducerande i Sverige.